# Łukasz Kwiatkowski (koszykarz)
Łukasz Kwiatkowski (ur. 11 lutego 1979 w Tarnowie) – koszykarz polski, wychowanek Unii Tarnów. Obecnie występuje w drugooligowym zespole BC Obra Kościan na pozycji centra.

## Przebieg kariery
- 1995-1999 Unia Tarnów
- 1999-2001 Azoty Unia Tarnów
- 2001-2003 Legia Warszawa
- 2003/2004 Detal-Met Noteć Inowrocław
- 2004/2005 Noteć Inowrocław
- 2005/2006 Astoria Bydgoszcz do listopada oraz DGP Azoty Unia Tarnów
- 2006-2008 Znicz Basket Pruszków
- 2008-2009 Sokół Łańcut
- 2009-2010 Start Lublin
- 2010-2011 GKS Tychy
- 2011-2012 SIDEn Polski Cukier Toruń
- 2012-2013 AZS Kutno
- 2013-2014 MCKiS Jaworzno
- 2013-2014 Spójnia Stargard
- 2014-2015 BC Obra Kościan

## Osiągnięcia
Indywidualne
- Najlepszy młody zawodnik PLK U–20 (1999 według Gazety)[1]